# 圣卡利梅里乌斯圣殿
圣卡利梅里乌斯圣殿（Basilica di San Calimero）是在教堂意大利北部米兰. 它的名字指的是一位早期米兰主教圣卡利梅里乌斯（卒于190年）。它的历史可以追溯到5世纪，但在1882年几乎完全重建，建筑师安吉洛·科拉（Angelo Colla）尝试将其恢复为“原始的”中世纪建筑。 

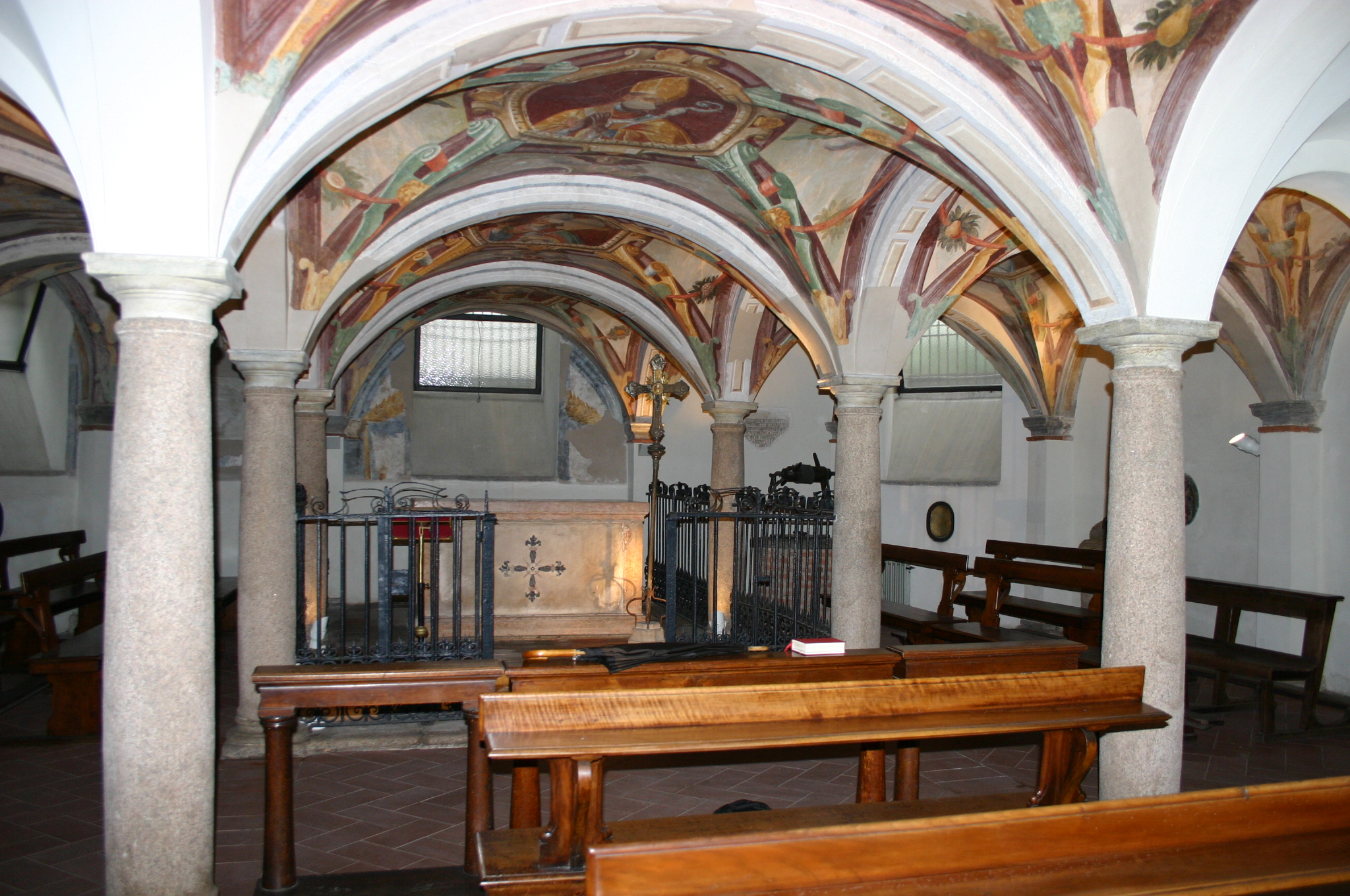
16世纪的地下圣堂

古代教堂的遗迹包括：16世纪的地下圣堂，有菲亚门基尼的湿壁画拱顶；后殿的小型壁画《圣母和两个女圣人》（15世纪，克里斯托福罗·莫雷蒂创作）；伊尔·塞拉诺的《上十字架》, 马可·奥基奥（Marco d'Oggiono）的著名的《耶稣降生》。在祭衣间也有中世纪壁画。
在地下圣堂保存有卡利默里乌斯的圣髑。
Template:米兰地标